# Epirrhoe nigrata
Epirrhoe nigrata là một loài bướm đêm trong họ Geometridae.